# 2014 FB62
2014 QF433, também escrito como 2014 FB62, é um objeto transnetuniano que está localizado no Cinturão de Kuiper, uma região do Sistema Solar. Ele possui uma magnitude absoluta de 7,6 e tem um diâmetro estimado com 133 quilômetros.

## Descoberta
2014 QF433 foi descoberto no dia 30 de março de 2014 pelo DECam.

## Órbita
A órbita de 2014 QF433 tem uma excentricidade de 0,217 e possui um semieixo maior de 32,116 UA. O seu periélio leva o mesmo a uma distância de 32,116 UA em relação ao Sol e seu afélio a 49,887 UA.